# Elizabeth Allen Rosenbaum
Elizabeth Allen Rosenbaum (Stony Brook, 1971) è una regista statunitense.

## Biografia
Elizabeth Allen Rosenbaum, nata nel 1971 nello stato di New York, è una regista televisiva e cinematografica. Il debutto alla regia risale al 2006 con la commedia romantica Aquamarine, girata in Australia.
È nota principalmente per aver diretto Purple Hearts, uno dei film più visti su Netflix nel 2022, il musical Disney Sneakerentola (rivisitazione moderna di Cenerentola) e Ramona and Beezus (tratto dall'omonimo romanzo di Beverly Cleary).
Per la televisione ha diretto episodi di numerose serie, tra le quali Gossip Girl, Amiche per la morte - Dead to Me e Spinning Out.

## Filmografia

### Cinema
- Eyeball Eddie - cortometraggio (2001)
- Aquamarine (2006)
- Ramona e Beezus (Ramona and Beezus) (2010)
- Passione senza regole (Careful What You Wish For) (2015)
- Sneakerentola (Sneakerella) (2022)
- Purple Hearts (2022)

### Televisione
- Gossip Girl – serie TV, episodio 2x17 (2009)
- Life Unexpected – serie TV, episodi 1x12-2x04-2x09 (2010)
- The Vampire Diaries – serie TV, episodio 2x11 (2010)
- 90210 – serie TV, episodi 3x17-4x01-4x02 (2011)
- Dating Rules from My Future Self – serie TV, 9 episodi (2012)
- Franklin & Bash – serie TV, episodi 2x07-2x10 (2012)
- Emily Owens, M.D. – serie TV, episodio 1x07 (2012)
- Star-Crossed – serie TV, episodio 1x12 (2014)
- Red Band Society – serie TV, episodio 1x04 (2014)
- The Kicks – serie TV, episodio 1x01 (2015)
- Mistresses - Amanti (Mistresses) – serie TV, episodi 3x11-3x12 (2015)
- Relationship Status – serie TV, 11 episodi (2016)
- Guilt – serie TV, episodi 1x05-1x06 (2016)
- The Arrangement – serie TV, episodi 1x03-1x04 (2017)
- Famous in Love – serie TV, episodio 1x10 (2017)
- MacGyver – serie TV, episodi 1x20-2x05 (2017)
- The Exorcist – serie TV, episodio 2x09 (2017)
- The Resident – serie TV, episodio 1x11 (2018)
- Hawaii Five-0 – serie TV, episodio 9x05 (2018)
- Empire – serie TV, episodi 4x08-5x05 (2017-2018)
- All American – serie TV, episodio 1x12 (2019)
- Pretty Little Liars: The Perfectionists – serie TV, episodi 1x01-1x02 (2019)
- BH90210 – serie TV, episodio 1x01 (2019)
- Why Women Kill – serie TV, episodio 1x07 (2019)
- Spinning Out – serie TV, episodi 1x01-1x02 (2020)
- Amiche per la morte - Dead to Me (Dead to Me) – serie TV, episodi 2x05-2x06 (2020)